# Gavrilovka (Tambov)
|  | Per a altres significats, vegeu «Gavrilovka». |

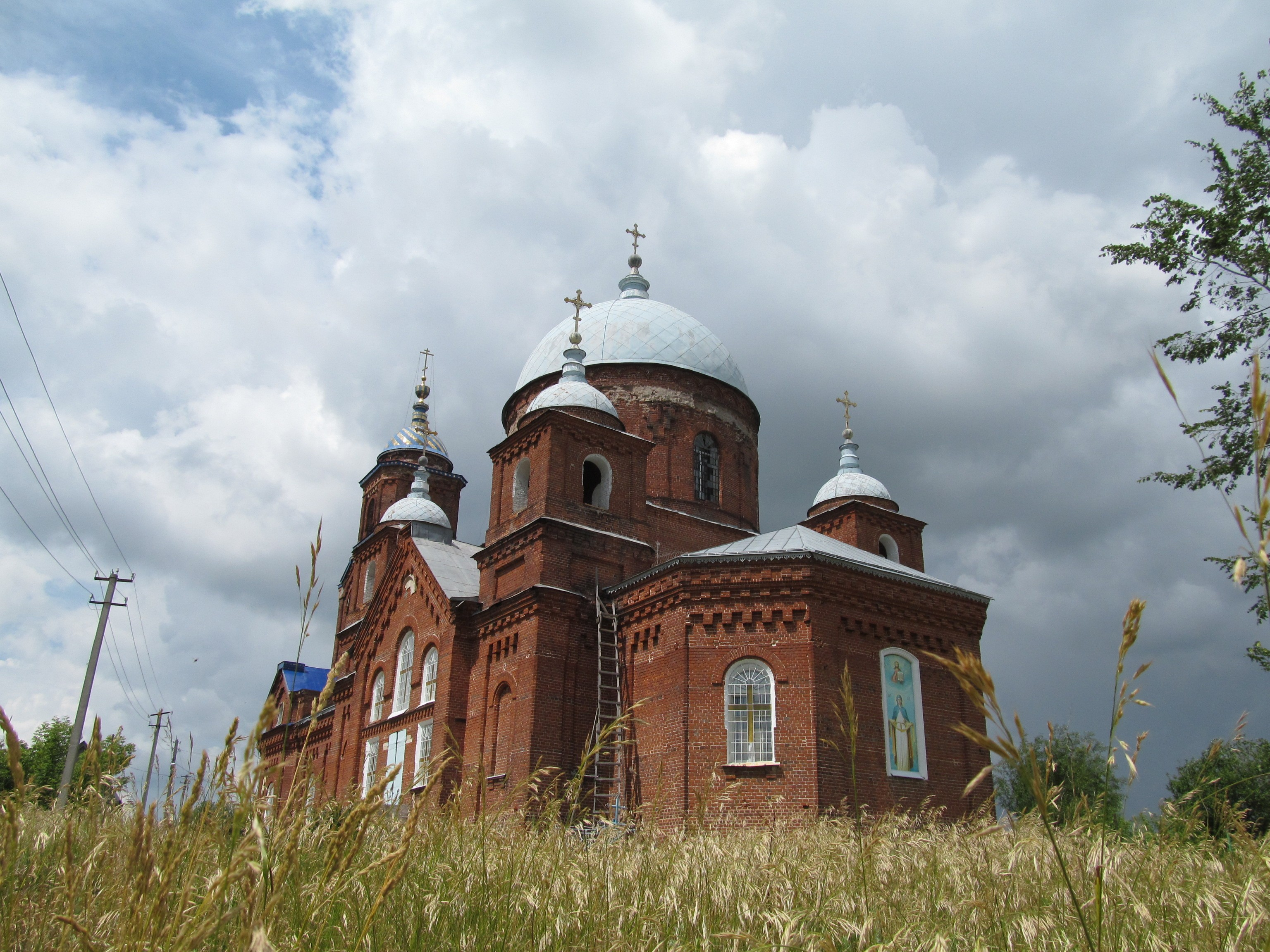
Església del poble.

Gavrilovka (en rus: Гавриловка) és un poble de l'óblast de Tambov, a Rússia, segons el cens del 2010 tenia 55 habitants.